# Charles-François Boudouresque
Charles-François Boudouresque (12 de septiembre de 1941) es un biólogo marino y algólogo francés.
Trabajó sobre las posidonias mediterráneas (Posidonia oceanica).

## Algunas publicaciones
- Bonhomme P., Bonhomme D., Boudouresque C.F., Cadiou G., Charbonnel E., Ruitton S. 2010. Decline of the Posidonia oceanica seagrass meadow at its lower limit in a pristine Mediterranean locality. Rapp. Comm. int. Mer Médit. 39 : 457 (pdf)

- ---------, ---------, ---------, ---------, ---------, ---------. 2010. Monitoring of the lower limit of Posidonia oceanica meadows at Port-Cros Island, Provence, Mediterranean Sea. Sci. Rep. Port-Cros natl Park, 24 : 87-10

### Libros
- 1970. Recherches de bionomie analytique, structurale et expérimentale sur les peuplements benthiques sciaphiles de Méditerranée occidentale (fraction algale). Ed. Université d'Aix-Marseille 2. 625 p.

- ---------, Michèle Perret. 1977. Inventaire de la flore marine de Corse, Méditerranée: Rhodophyceae, Phaeophyceae, Chlorophyceae et Bryopsidophyceae, v. 25 de Bibliotheca phycologica. Ed. J. Cramer. 171 p. ISBN 3768210804

- 1977. Posidonia Oceanica, bibliographie. 191 p.

- 1985. Història natural dels països catalans: Plantes inferiors, v. 4. Ed. Enciclopèdia Catalana. 558 pp. ISBN 8485194640

- ---------, Jean Georges Harmelin, A. Jeudy de Grissac. 1986. Le benthos marin de L'Ile de Zembra, Parc National, Tunisie. Ed. GIS Poisdonie. 199 p. ISBN 2905540060

- 1987. Colloque international sur Paracentrotus lividus et les oursins comestibles. Ed. GIS POSIDONIE, Faculté des sciences de Luminy. 433 p.

- 1987. A checklist of the benthic marine algae of Corsica. Ed. GIS POSIDONIE, Faculté des sciences de Luminy. 121 p. ISBN 2905540087

- 1990. Livre rouge "Gérard Vuignier" des végétaux, peuplements et paysages marins menacés de Méditerranée. N.º 43 de MAP technical reports series. Ed. PNUE, Aires Spécialement Protégées. 250 p.

- 1996. Impact de l'homme et conservation du milieu marin en méditeranée. Ed. GIS Posidonie. 243 p.

- 2005. Les espèces introduites et invasives en milieu marin. Ed. GIS Posidonie. 152 p. ISBN 290554029X

- La abreviatura «Boudour.» se emplea para indicar a Charles-François Boudouresque como autoridad en la descripción y clasificación científica de los vegetales.[1]